# Force multinationale de l'Afrique centrale
La Force multinationale de l'Afrique centrale (FOMAC) est une force armée multinationale africaine non permanente sous l'égide de la Communauté Économique des États de l'Afrique Centrale (CEEAC).
Constituée des  contingents militaires des États membres de la CEEAC, son but est d'assurer les missions de paix, de sécurité et d'aide humanitaire. Elle est appelée à intervenir notamment en cas d'agression ou de conflits dans tout État membre, de conflits internes ou en cas de  renversement des institutions constitutionnelles d'un État membre.

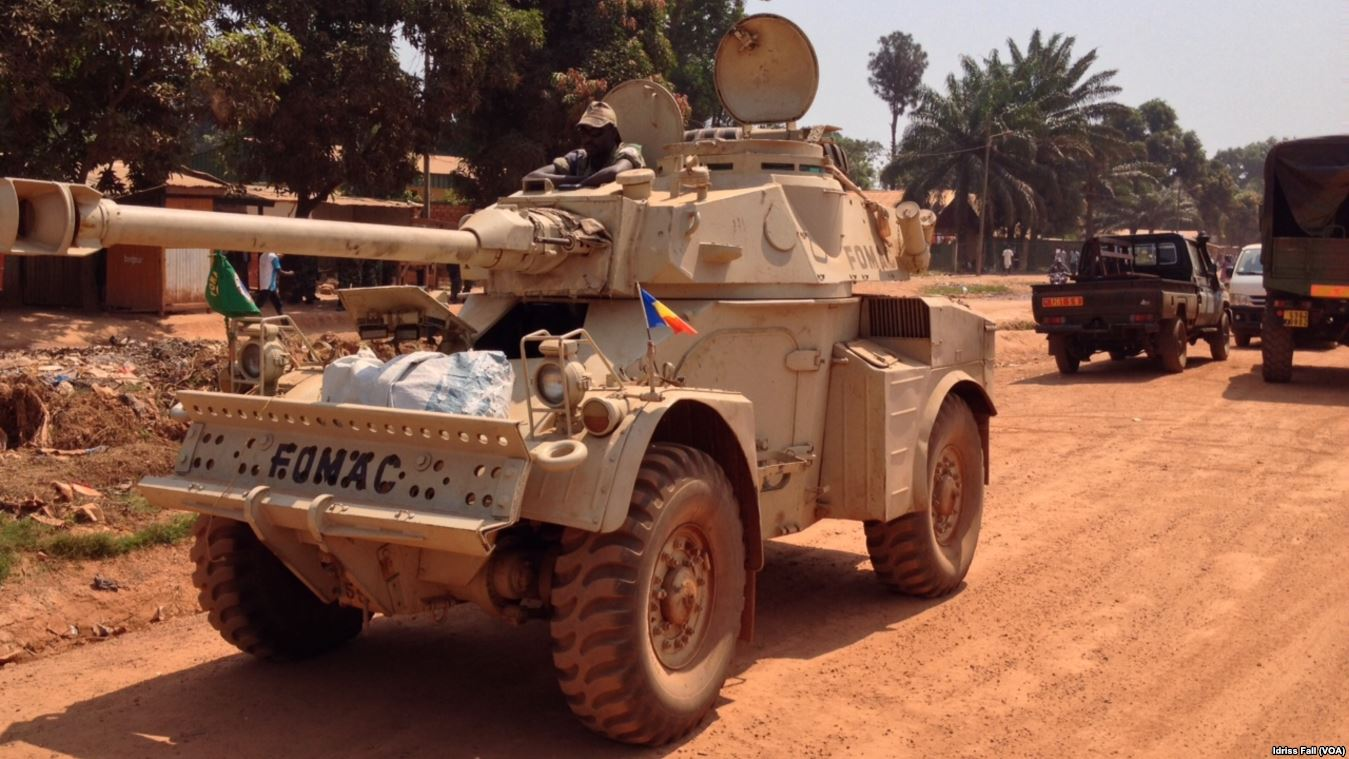
Une automitrailleuse Panhard AML tchadienne de la FOMAC déployée à Bangui en avril 2013.

La FOMAC a été déployée en République centrafricaine dans le cadre de la Mission de consolidation de la paix en Centrafrique (MICOPAX).